# Divisão do Norte (Fiji)
A Divisão do Norte é uma das quatro divisões administrativas das Fiji. Esta divisão ocupa toda a ilha de Vanua Levu e as pequenas ilhas de Cikobia, Kioa, Nggamea, Rambi, Taveuni, Yandua e Yathata. Faz fronteira marítima com as outras três divisões do país.

## Províncias
A Divisão do Norte é constituída por três províncias:
- Macuata
- Cakaudrove
- Bua